# Dioicodendron dioicum
Dioicodendron dioicum är en måreväxtart som först beskrevs av Karl Moritz Schumann och Kurt Krause, och fick sitt nu gällande namn av Julian Alfred Steyermark. Dioicodendron dioicum ingår i släktet Dioicodendron och familjen måreväxter. Inga underarter finns listade i Catalogue of Life.